# Torneo WTA de Bucarest 2016
El BRD Bucarest Open 2016 fue un torneo profesional de tenis jugado en canchas de arcilla roja. Fue la tercera edición del torneo y formó parte del WTA Tour 2016. Se llevó a cabo en Arenele BNR en Bucarest, Rumania, entre el 11 y el 17 de julio de 2016.

## Cabeza de serie

### Individual
| Tenista              | Ranking | Preclasificada |
| Simona Halep         | 5       | 1              |
| Sara Errani          | 22      | 2              |
| Anna Schmiedlová     | 42      | 3              |
| Laura Siegemund      | 44      | 4              |
| Monica Niculescu     | 47      | 5              |
| Danka Kovinić        | 52      | 6              |
| Anastasija Sevastova | 66      | 7              |
| Çağla Büyükakçay     | 77      | 8              |

- Ranking del 27 de junio de 2016

### Dobles
| Tenista                                | Ranking | Preclasificada |
| Oksana Kalashnikova Yaroslava Shvedova | 53      | 1              |
| Paula Kania Barbora Krejčíková         | 101     | 2              |
| Andreea Mitu Alicja Rosolska           | 153     | 3              |
| Ysaline Bonaventure Raluca Olaru       | 167     | 4              |

## Campeonas

### Individual
Simona Halep venció a  Anastasija Sevastova por 6-0, 6-0

### Dobles
Jessica Moore /  Varatchaya Wongteanchai vencieron a  Alexandra Cadanțu /  Katarzyna Piter por 6-4, 7-6(5)